# Barking
Barking (AFI: /ˈbɑː(ɹ)kɪŋ(ɡ)/) è un quartiere della periferia di Londra, a 14 chilometri a est di Charing Cross.
Il quartiere è la sede centrale del borgo londinese di Barking e Dagenham ed è, secondo il Piano di Londra, uno dei "centri maggiori" della città.
Con l'espansione demografica di Londra del XX secolo, anche Barking ha vissuto una significativa crescita urbana e demografica, principalmente a causa del progetto della costruzione di più di 25 000 residenze popolari (appartenenti al London County Council) a Becontree negli anni 20.
Dal 1931 Barking è un borgo municipale fino alla formazione della Grande Londra nel 1965: il quartiere, da allora, diventa la sede del borgo di Barking e Dagenham.

## Storia

### Toponimo
Non è certa l'origine del toponimo del quartiere. Diverse sono le ipotesi:
- il nome di Barking deriva dall'Anglo-sassone Berecingas, che significa "insediamento dei seguaci o dei discendenti di un uomo chiamato Bereca" o "insediamento presso gli alberi di betulla".
- nello slang inglese, "Barking" è l'abbreviazione di "Barking Mad", che in italiano significa "follia". Questa ipotesi di origine è sostenuta dal fatto che probabilmente nel medioevo si trovasse vicino all'Abbazia di Barking, un manicomio.

### Governo locale
| 1881                                      | 16 848   |
| 1891                                      | 14 301   |
| 1901                                      | 21 547   |
| 1911                                      | 31 294   |
| 1921                                      | 35 523   |
| 1931                                      | 51 270   |
| 1941                                      | guerra # |
| 1951                                      | 78 170   |
| 1961                                      | 72 293   |
| # censimento mancato a causa della guerra |          |
| fonte: UK census                          |          |

Barking era un'antica parrocchia civile che si estendeva per quasi 50 km² nella centena di Becontree nell'Essex.
Questo territorio era ulteriormente diviso in 4 distretti: Chadwell, Ilford, Ripple e Town.
Nel 1882, un consiglio locale viene formato per il distretto di Barking Town e, tre anni dopo, il distretto di Ripple converge nel consiglio locale di Barking Town.
Nel 1888, i distretti di Ilford e Chadwell vengono divisi e uniti insieme per formare la nuova parrocchia di Ilford.
La parrocchia di Barking diventa il distretto urbano di Barking Town nel 1894 e il consiglio locale, creato nel 1882, viene trasformato in un consiglio urbano distrettuale.
Nel 1931, il distretto urbano diventa il borgo municipale di Barking, che, a sua volta trasformato nel borgo londinese di Barking nel 1965: a causa della trasformazione del borgo metropolitano in borgo londinese, i territori a ovest del fiume Roding, storicamente parte di Barking (tra cui Beckton), vengono annessi al contiguo borgo di Newham.
Nel 1980, questo borgo assume la nuova denominazione di Barking e Dagenham (essendo Dagenham l'altro borgo metropolitano che forma il borgo londinese).

### Sviluppo urbano

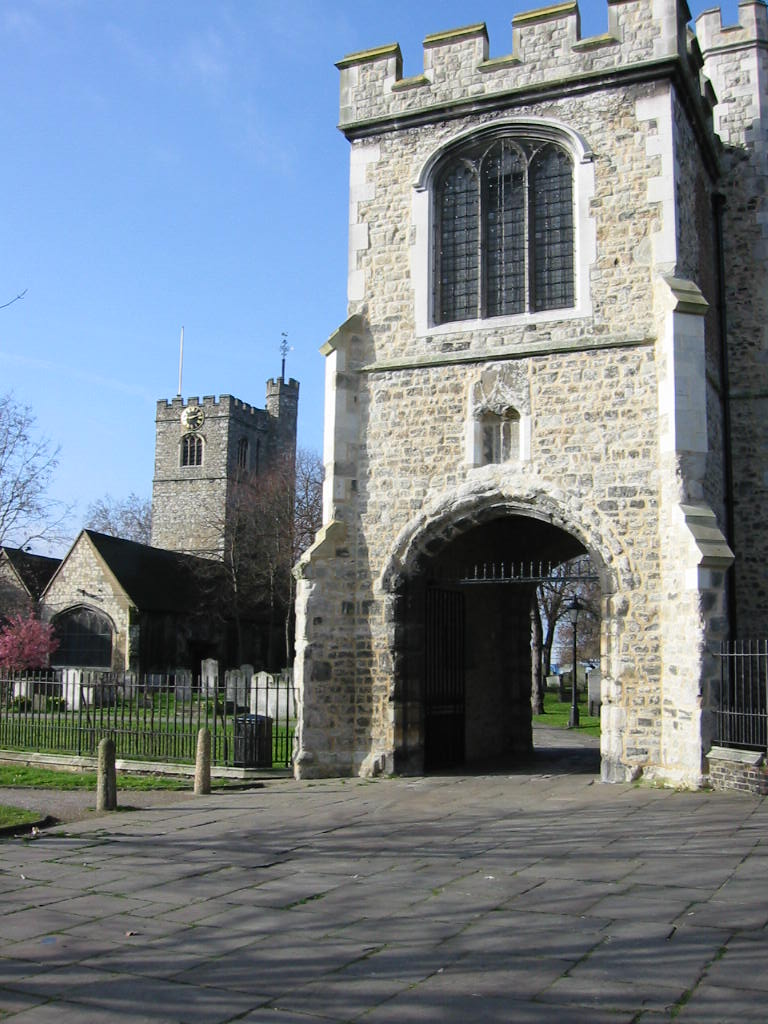
L'Abbazia di Barking

Nel maniero di Barking si trovava l'abbazia di Barking, un convento fondato nel 666 da Earconvaldo, vescovo di Londra. Questo convento viene distrutto dai vichinghi e ricostruito un secolo dopo, nel 970, dal re Edgar.
A seguito della dissoluzione dei monasteri in Inghilterra nel 1536, l'abbazia di Barking viene distrutta, con l'eccezione di alcuni muri, delle fondamenta e della cappella di St. Margaret: è in questa cappella che, nel dicembre del 1762, il capitano James Cook ha sposato Elizabeth Batts di Shadwell.
Un documento emesso tra il 1175 e il 1179 conferma per Barking il diritto di ospitare un mercato.

### Economia
La pesca è stato il settore più importante a Barking dal XIV fino a metà del XIX secolo.
Insieme alla pesca, la costruzione di navi, ha una grande tradizione a Barking. Qui si trovavano alcuni cantieri navali, tra cui quello che ha riparato le navi reali di Enrico VIII.
Nelle vicinanze delle rive del Tamigi, a Creekmouth, si trovava, dal 1925 fino agli anni 70, la centrale energetica di Barking. Qui veniva bruciato il carbone che veniva trasportato via fiume dalle miniere.
L'attuale centrale energetica di Barking si trova più a oriente di quella di Creekmouth, nei pressi di Dagenham Dock.
Durante il XX secolo, nuove fabbriche nelle zone industriali vengono aperte, tra cui lo stabilimento Ford di Dagenham: molti residenti di Barking cominciano ad essere impiegati nel settore secondario.

### Disastro del Tamigi
Il 3 settembre del 1878 la carboniera Bywell Castle colpì il vaporetto Princess Alice nei pressi di Gallions Reach, a valle del Barking Reach.
Sul vaporetto, che era di ritorno da una viaggio lungo la costa, via Sheerness e Gravesend, viaggiavano circa 800 persone.
La Princess Alice si spezzò in due e affondò immediatamente. Più di 600 persone persero la vita: questo incidente fu il più grande disastro nel numero di vittime nelle acque territoriali inglesi.

## Geografia

### Centro di Barking (Barking Centre)

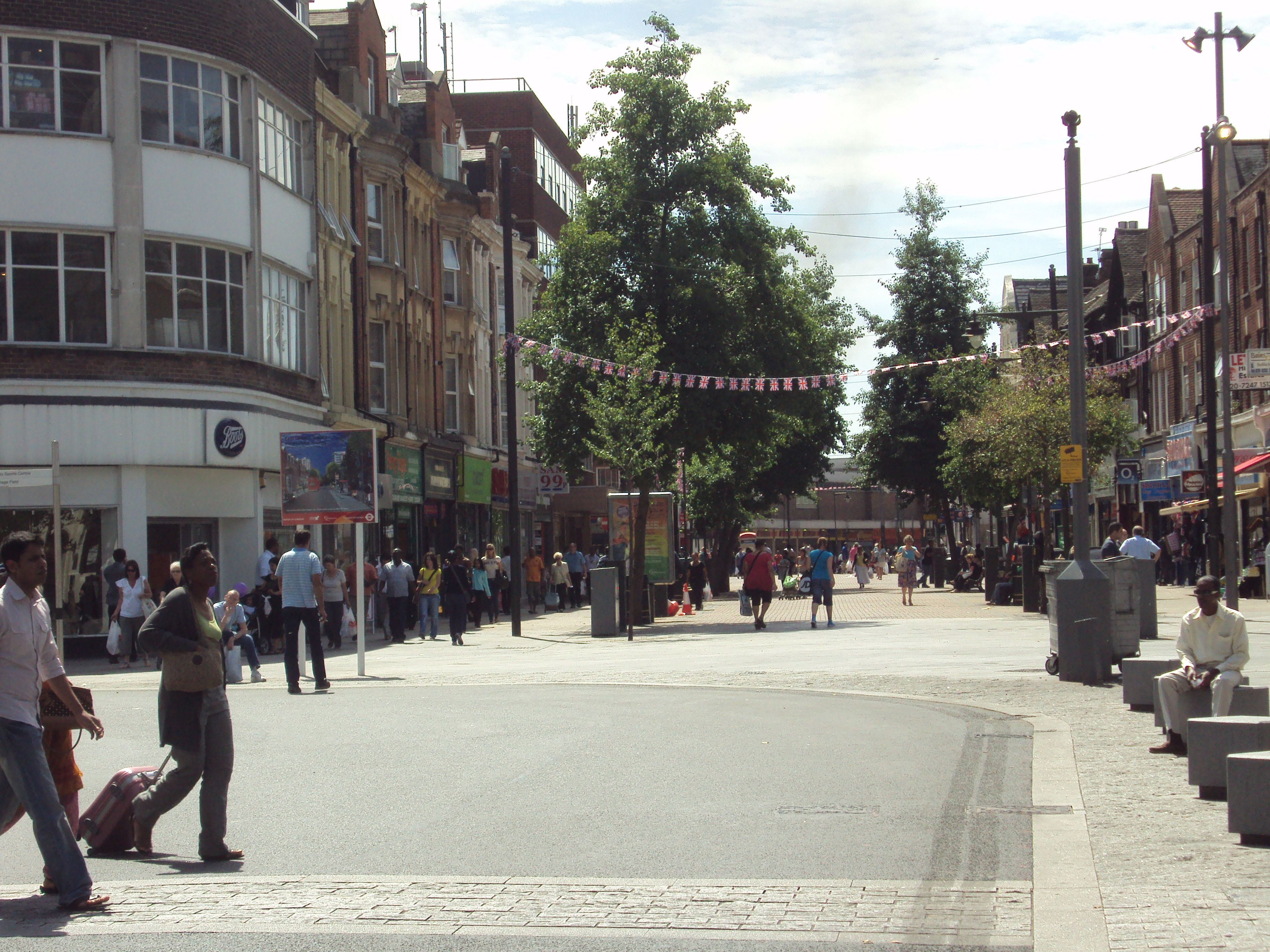
East Street, nel centro di Barking

Il centro di Barking è un'area che è stata rigenerata da parecchi interventi urbanistici durante gli anni.
Questa zona continua, tuttavia ad essere una delle aree più svantaggiate del borgo di Barking e Dagenham. In particolare, i distretti di Abbey e Gascoigne, localizzati nel centro di Barking, sono stati classificati rispettivamente l'Ottocentoventitreesimo e il cinquecentocinquantaquattresimo più poveri della nazione.
Con la riqualificazione urbana si intende raggiungere un'economia più sostenibile per Barking centro, investendo in nuovi punti vendita di qualità e creando un centro direzionale. Grazie alla riqualificazione urbana, i cittadini avranno una più ampia prospettiva di impiego, specialmente attraverso la creazione del centro direzionale che provvederà posti di lavoro e aumenterà i salari sia dei cittadini già presenti che di quelli futuri.

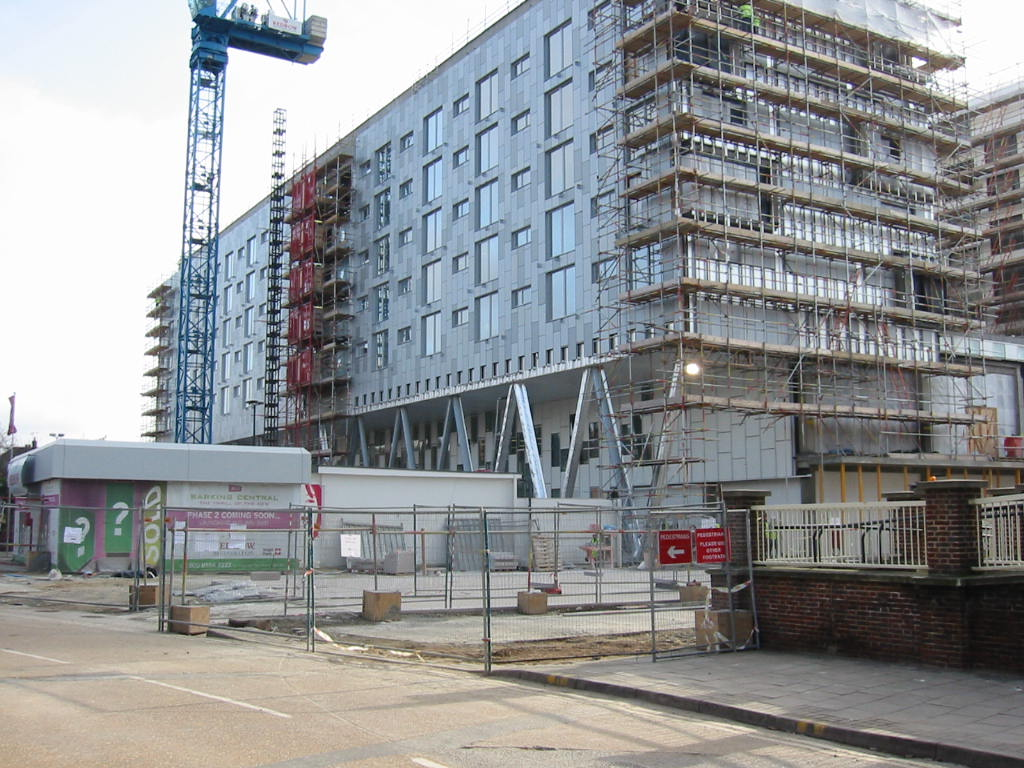
Il Barking Learning Centre durante la sua costruzione, nel 2007

La riqualificazione punta anche al miglioramento dell'istruzione dei cittadini: grazie alla costruzione del Barking Learning Centre si cerca infatti di migliorare l'alfabetismo, le abilità di calcolo e altre capacità basiche che i cittadini potrebbero non avere a causa delle mancanze nell'istruzione che avevano ricevuto in precedenza. Il Barking Learning Centre è stato ufficialmente aperto nel giugno del 2008 alla presenza del segretario di stato per l'innovazione, l'università e le capacità, John Denham.
Migliorare la qualità e la varietà delle abitazioni è un altro obiettivo della riqualificazione. È in progetto, infatti, la costruzione di 4 000 nuove case, il 25% delle quali classificate come intermediate housing e di cui, dunque, l'acquisto sarà conveniente per i residenti locali. Altre 4 000 abitazioni saranno affittate a prezzi abbordabili, rendendo l'affitto facile anche per le persone con i salari più bassi.
La riqualificazione della piazza centrale, che faceva parte del progetto Mayor of London's 100 Public Spaces, è stata completata nel 2008: la nuova piazza è stata disegnata dalla team della cooperativa artistica muf architecture/art in collaborazione con il team del Allford Hall Monaghan and Morris. Grazie a questa riqualificazione, i due team hanno vinto il Premio Europeo dello Spazio Pubblico Urbano.

### Barking Riverside

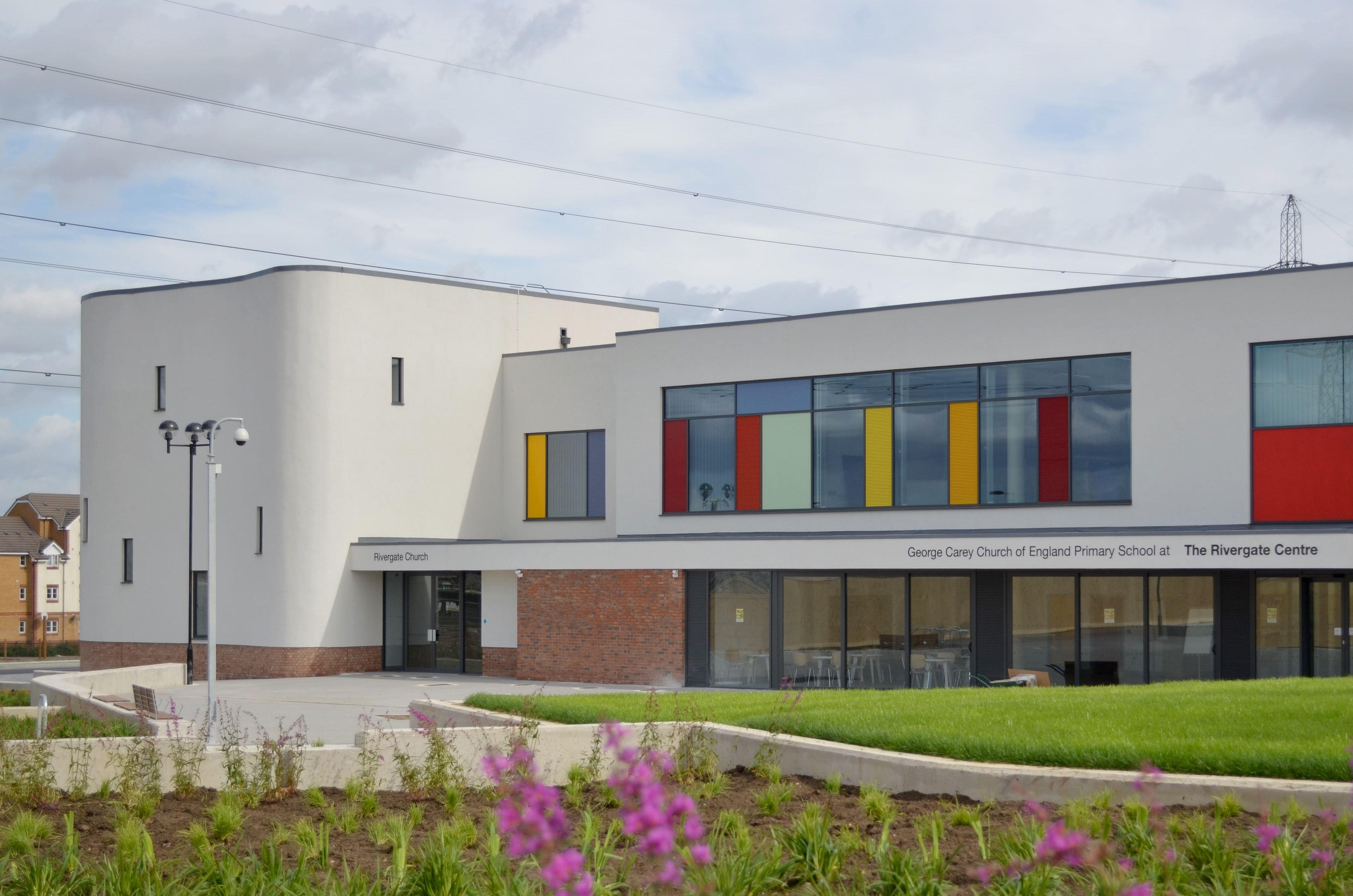
Rivergate Centre a Barking Riverside

Barking Riverside è la zona di Barking che sorge lungo le rive del Tamigi.
Si tratta di una zona di 1,4 km², interamente composta da terreni su cui sorge un'area industriale dismessa.
Anche qui si intende mettere in atto un progetto di riqualificazione urbana, che, in questo caso, fa parte del più ampio progetto noto come London Riverside: l'area di questo progetto si espande da Beckton, nel borgo londinese di Newham, fino a Wennington, nel borgo di Havering.
Con questo progetto si intende rigenerare la riva del Tamigi nell'East London attraverso la costruzione di nuove abitazioni, la creazione di nuovi posti di lavoro e servizi.

## Infrastrutture e trasporti

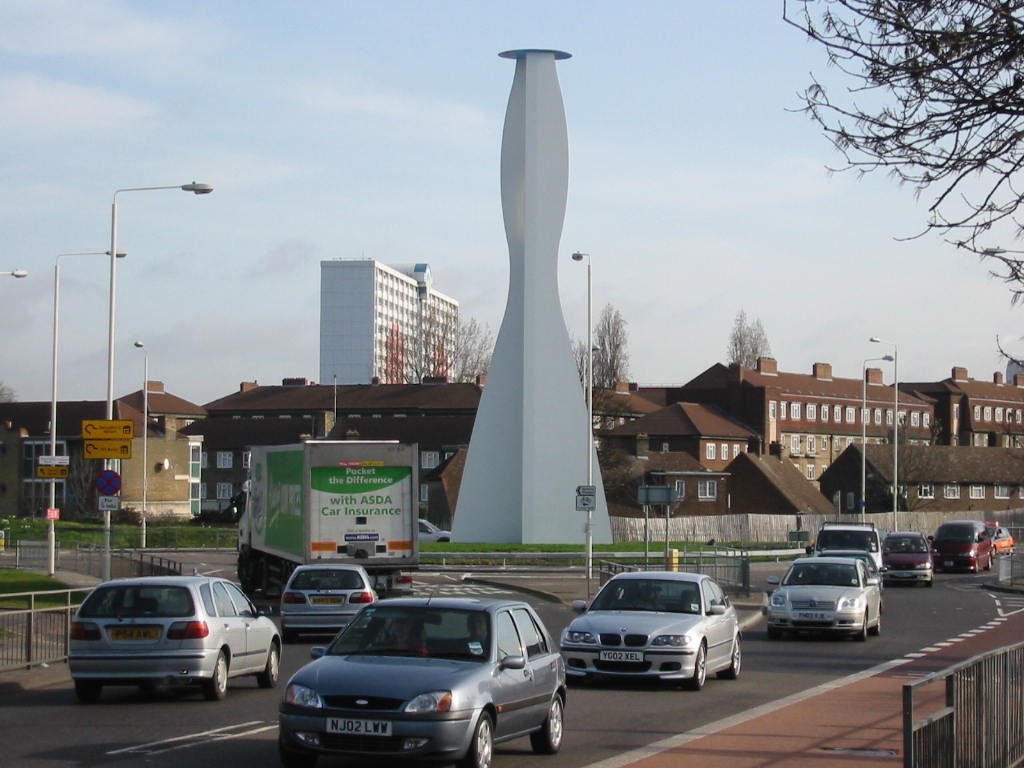
The Lighted Lady of Barking, all'incrocio tra Abbey Road e London Road

- District e Hammersmith & City line, London Overground e National Rail: stazione di Barking
- District line: Upney

Il quartiere di Barking è lambito a sud dalla Strada A13 (Londra - Shoeburyness) e a ovest dalla North Circular Road, che collega Chiswick con Beckton, compiendo un giro circolare a nord della città di Londra.
Il quartiere è servito dalla stazione di Barking, che si nella Travelcard Zone 4. La stazione dai servizi della metropolitana (District e Hammersmith & City line), della London Overground e della National Rail (operati dalla società c2c). Un'altra stazione che serve il quartiere è la stazione di Upney, che si trova a est di Barking.
Molte linee di autobus collegano Barking con i quartieri limitrofi e con il centro di Londra.
Le linee EL1 e EL2 fanno parte di un progetto di linee autobus a trasporto rapido, denominato East London Transit. Questo progetto, partito nel 2010 con lo scopo di soddisfare la crescente richiesta di autobus nella zona nord-est della capitale britannica, prevede in un'ottica futura la creazione di una linea di tram.